# Söğütlü, Akçaabat
Söğütlü là một thị trấn thuộc huyện Akçaabat, tỉnh Trabzon, Thổ Nhĩ Kỳ. Dân số thời điểm năm 2011 là 11.744 người.